# Turkansaari
Das Museum Turkansaari ist ein Freilichtmuseum  in Finnland. Es liegt auf einer Insel im Fluss Oulujoki 14 km östlich der Stadt Oulu. Es ist heute im Besitz der Stadt Oulu und wird vom Museum des Nordösterbotten (Pohjois-Pohjanmaan museo) betreut. Das Museum besitzt 48 Gebäude auf einer Fläche von 12 ha. Es handelt sich um  einen Komplex mit für die Region Nordösterbotten typischen landwirtschaftlichen Gebäuden. Im Sommer werden alte Techniken wie zum Beispiel das Lachsfischen und die traditionelle Herstellung von Teer gezeigt. Das Museum gehört zu den nationalen Kulturdenkmälern Finnlands.

## Geschichte

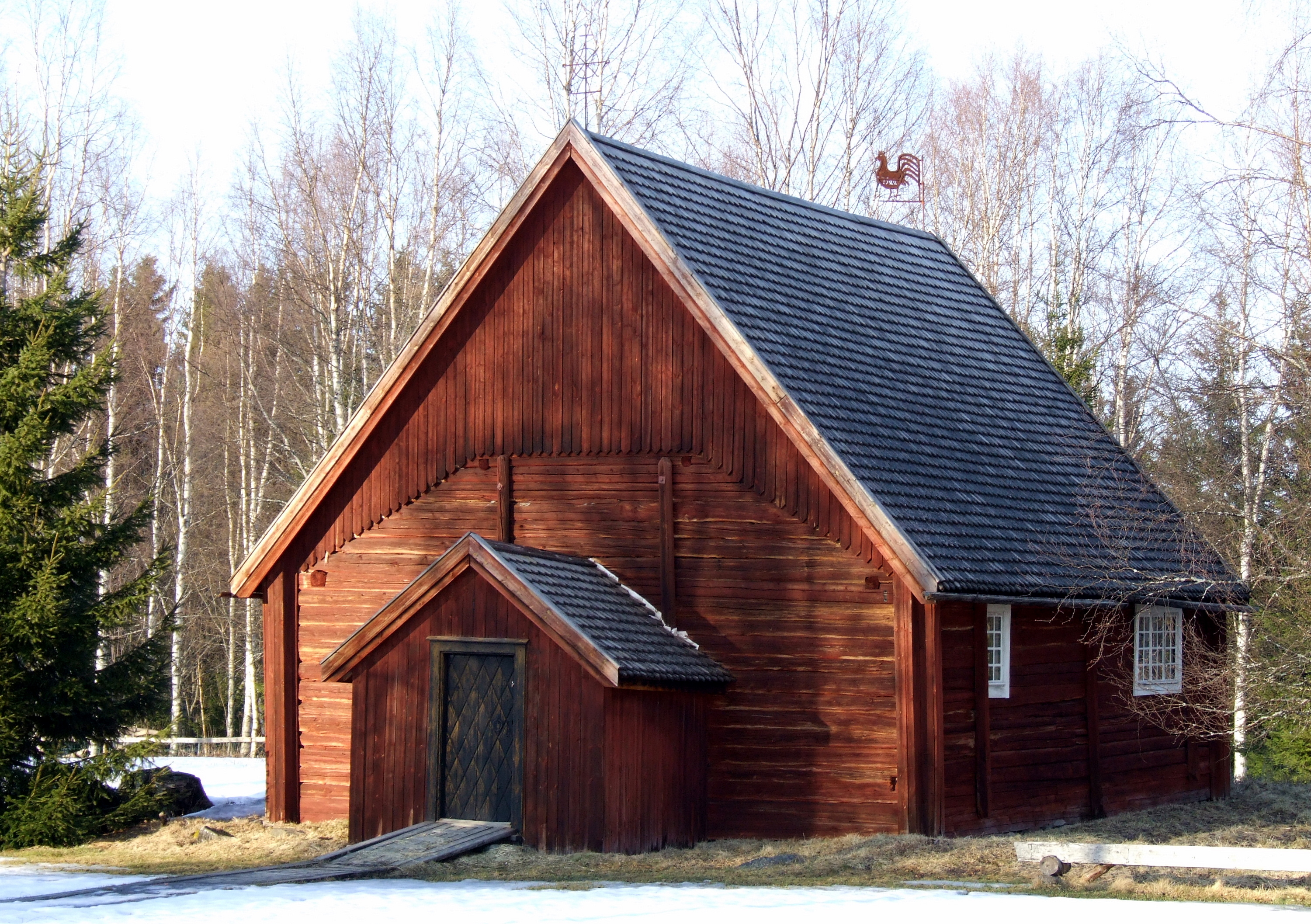
Turkansaaren kirkko

Die Insel Turkansaari war für russische Händler auf dem Oulujoki Fluss ein wichtiger Handelsplatz. Der Beginn des Freilichtmuseum wird durch den Wiederaufbau der „Turkansaaren kirkko“ markiert. Diese Holzkirche wurde 1694 an dieser Stelle erbaut. Im Zuge der Verlegung des Handelsplatzes nach Oulu ab 1700 wurde die Kirche nach Koskikeskus, heute ein Stadtteil von Oulu, verkauft. Die Kirche wurde von dem finnischen Politiker und Landwirtschaftsexperten Östen Elfving gefunden und 1922 am originalen Standort wieder aufgebaut. Da die Innenausstattung nicht erhalten war, wurde diese aus anderen abgerissenen Gebäuden übernommen und nach Vorbildern neu erstellt.
Elfving erwarb in den folgenden Jahren weitere Gebäude, unter anderem 1931 das Pfarrhaus von Hietaniemi Ylitornio. Seine Tochter Brita Helenius und ihr Mann führten das Museum weiter. Im Jahr 1961 wurde die Turkansaari-Stiftung gegründet. Diese verwaltete das Museum und baute es bis in die 1970er Jahre weiter aus. 1989 wurde das Museum an die Stadt Oulu übergeben.